# Алберто Бетиол
Алберто Бетиол (итал. Alberto Bettiol; Пођибонзи, 29. октобар 1993) италијански је професионални бициклиста који тренутно вози за UCI ворлд тур тим ХДС Астана, у који је прешао током сезоне 2024. Освојио је по једном Ронде ван Фландерен, Милано—Торино и првенство Италије у друмској вожњи, а остварио је једну етапну побједу на Ђиро д’Италији.
Као јуниор, освојио је златну медаљу у вожњи на хронометар на Европском првенству 2011, док је професионалну каријеру почео 2014. Године 2015. завршио је класик Гран Пијемонт на десетом мјесту, док је 2016. завршио Бретање класик на другом мјесту, Тур де Полоње на трећем, Гран при сајклисте де Квебек на четвртом и Гран при сајклисте де Монтреал на седмом. Године 2017, завршио је Копа Уго Агостини на четвртом мјесту и Класик Сан Себастијан на шестом, док је 2018. остварио побједу у склопу екипног хронометра на Тирено—Адријатику.
Године 2019, остварио је највећи успјех и прву побједу у каријери, када је освојио Ронде ван Фландерен, након чега је друмску трку на првенству Италије завршио на трећем мјесту, а вожњу на хронометар на другом мјесту. Године 2020. побиједио је на хронометру на трци Етоил де Бесеж, а Страде Бјанке и Гент—Вевелгем је завршио на четвртом мјесту, док је 2021. побиједио на етапи 18 на Ђиро д’Италији, чиме је остварио прву етапну побједу на гранд тур тркама.

## Дјетињство и јуниорска каријера
Бетиол је рођен 29. октобра 1993. године, у Пођибонзију, Тоскана, али је одрастао у Кастелфјорентину. Први велики успјех остварио је на Европском првенству за јуниоре 2011. године, гдје је побиједио на хронометру дугом 25 km, двије секунде испред Алексиса Гужара. Почетком септембра освојио је етапну трку у Италији, Ђиро дела Луниђијана за јуниоре, 54 секунде испред Симонеа Андрете, уз двије етапне побједе.
Године 2012, остварио је двије побједе. Побиједио је на трци Монсумано Терме, испред Марка Зампареле, док је у октобру побиједио на трци Понсако, испред Украјинца Марлена Зморке. Прву побједу 2013 остварио је у марту, када је освојио трку Фиренца—Емполи, након побједе у групном спринту. Након неколико трка које је завршавао на подијуму, побиједио је на трци Копа дел Гроно, испред Марка Коре, након чега је возио Ронде ван Фландерен за возаче до 23 године, који је завршио на десетом мјесту у групи коју је одспринтао Рик Цабел. У јуну је побиједио на трци Пистоја—Фјорано, испред Еугерта Жупе, након чега је побиједио и на 72 издању трке Ђиро деле дуе провинс Марчијана. У јулу, возио је Европско првенство за возаче до 23 године, гдје је друмску трку завршио на седмом мјесту, у групи коју је одспринтао Шон де Би.

## Професионална каријера

### 2014—2015
Професионалну каријеру почео је 2014. године, у америчком тиму Кенондејл. Сезону је почео крајем јануара, на Тур даун Андер трци у Аустралији, коју је завршио на 104 мјесту у генералном пласману, 37 минута иза Сајмона Геранса. Сезону је наставио у Аустралији, на Хералд сан Туру, гдје је био у бијегу на другој етапи, али је отпао на успону и завршио на осмом мјесту, минут и 11 секунди иза Сајмона Кларка. Последња етапа је отказана из безбједоносних разлога, због пожара који су избили у Аустралији. Трку је завршио на 30 мјесту у генералном пласману, шест минута и 50 секунди иза Кларка, који је освојио трку. Крајем маја, возио је трку у Норвешкој, Тур дес Фјордс. Прва етапа завршена је групним спринтом, у којем је побиједио Жером Боње, испред Магнуса Корт Нилсена, док је Бетиол завршио на осмом мјесту. Трку је напустио након четврте етапе и није стартовао последњу, пету етапу. Сезону је завршио на Тур оф Пекинг трци, гдје је у класификацији за најбољег младог возача завршио на десетом мјесту, осам минута иза Естебана Чавеза, док је у генералном пласману завршио на 47 мјесту, осам и по минута иза Филипа Жилбера.
На крају сезоне 2014, тимови Кенондејл и Гармин шарп су се фузионисали у нови тим — Кенондејл—Гармин, са којим је Бетиол потписао уговор. Сезону је стартовао на класицима Мајорка Челенџер, гдје је Трофео Сантанји сес салинес Кампос завршио на 112 мјесту, три и по минута иза главне групе, коју је одспринтао Матео Пелуки. Након једнодневних трка, возио је Критеријум Интернасионал крајем марта, гдје је хронометар на другој етапи завршио на 50 мјесту, 38 секунди иза Фабиа Фелинеа, док је трку напустио током последње, треће етапе. У мају, возио је Бајерн Рундфарт трку, коју је завршио на 24 мјесту у генералном пласману, два минута иза Алекса Даусета, док је у класификацији за најбољег младог возача завршио на петом мјесту, минут и по иза Дилана ван Барлеа. Почетком септембра возио је Тур оф Бритејн трку, гдје је завршио на деветом мјесту у групном спринту на првој етапи, док је Елија Вивијани одспринтао Марка Кевендиша. Завршио је на 16 мјесту у генералном пласману, два минута иза побједника — Едвалда Босон Хагена. У октобру, завршио је Ђиро дел Пијемонт на десетом мјесту, у групи која је на циљ стигла четири секунде иза Јана Бакеланса.

### 2016—2017
Сезону 2016 стартовао је на Сантос Тур даун Андер трци, коју је завршио на 74 мјесту у генералном пласману, 18 минута иза Сајмона Геранса, који је освојио трку четврти пут. У марту, возио је Калдрмисане класике; Е3 Харелбеке и Гент—Вевелгем није завршио, након чега је возио тродневну трку, Дридагсе де Пане завршио на 21 мјесту у генералном пласману, два минута иза побједника — Лијувеа Вестре. Сезону је наставио на Ронде ван Фландерену, који је возио по први пут, али није завршио. У мају, возио је прву гранд тур трку — Ђиро д’Италију, гдје је хронометар на отварању завршио на 72 мјесту, 41 секунду иза Тома Димулена. У наставку Ђира радио је за Ригоберта Урана и завршио је на 86 мјесту у генералном пласману, три и по сата иза Винченца Нибалија, док је Уран завршио на седмом мјесту. У јулу, возио је Тур де Полоње трку. Пета етапа је вожена по киши и лошем времену, због чега је 85 возача одустало, укључујући и лидера — Фернанда Гавирију. Бетиол је етапу завршио на петом мјесту, скоро пет минута иза Тима Веленса, који је побједом преузео вођство у генералном пласману. Хронометар на последњој, седмој етапи, завршио је на осмом мјесту, минут и 13 секунди иза Даусета и трку је завршио на трећем мјесту у генералном пласману, четири минута и 55 секунди иза Веленса, док је освојио класификацију по поенима и завршио други у брдској класификацији. Крајем августа возио је Бретање класик. Бетиол је напао на 40 km до циља, заједно са Оливером Насеном, Алексис Гужар Алексисом Гужаром и Гијомом Мартеном. Гужар је отпао прије последњег круга, , након чега је и Мартен отпао. У финишу, група се приближила, Бетиол није могао да прати Насена и завршио је на другом мјесту, двије секунде иза, док је главна група завршила пет секунди иза Насена. Сезону је наставио на класицима у Канади, гдје је Гран при сајклисте де Квебек завршио на четвртом мјесту у групном спринту, у којем је Петер Саган побиједио испред Грега ван Авермата. Други класик у Канади, Гран при сајклисте де Монтреал, завршио је на седмом мјесту у групи коју је одспринтао Ван Авермат испред Сагана. Сезону је завршио на Ђиро ди Ломбардији у октобру, али није завршио трку.
Сезону 2017 почео је на Волта ао Алгарве трци у Португалији, коју је завршио на 79 мјесту у генералном пласману, 15 минута иза Приможа Роглича. У марту, возио је Калдрмисане класике. Е3 Харелбеке завршио је на десетом мјесту, у групи која је на циљ стигла 52 секунде иза Ван Авермата, који је у спринту побиједио Жилбера и Насена. Ронде ван Фландерен завршио је на 24 мјесту, два и по минута иза Жилбера, који је побиједио након соло напада на 55 km до циља. У јулу, возио је по први пут Тур де Франс. Тур је стартовао хронометром у Диселдорфу, који је завршио на 64 мјесту, 52 секунде иза Герента Томаса, који је постао први Велшанин који је обукао жуту мајицу. Трећу етапу завршио је на петом мјесту, одспринтавши главну групу која је на циљ стигла двије секунде иза Сагана, који је напао у финишу и побиједио испред Мајкла Метјуза. Завршио је на 90 мјесту у генералном пласману, скоро три сата иза Криса Фрума, који је освојио Тур 54 секунде испред Ригоберта Урана, Бетиоловог сувозача. Сезону је наставио на Класику Сан Себастијан. На последњем успону, на око 20 km до циља, петорица возача су се одвојила, Михал Квјатковски је побиједио у спринту, док је Бетиол завршио на шестом мјесту, 28 секунди иза. Крајем септембра, био је члан италијанског тима на Свјетском првенству, гдје је друмску трку завршио на 28 мјесту, пет секунди иза главне групе, коју је одспринтао Петер Саган и освојио првенство трећу годину заредом.

### 2018
На крају сезоне 2017. био је један од десет возача који су напустили тим, након иступања Кенондејла као спонзора и могућности гашења тима; прешао је у БМЦ. Сезону је почео на Тур оф Оман трци, коју је завршио на 48 мјесту, 14 и по минута иза Алексеја Луценка. Прву побједу у каријери остварио је као дио тима БМЦ који је побиједио на екипном хронометру на Тирено—Адријатику. Трку је завршио на 89 мјесту у генералном пласману, 42 минута иза Квјатковског. Сезону је наставио на Калдрмисаним класицима, гдје је углавном радио за Ван Авермата и завршио је само Гент—Вевелгем, на 121 мјесту, у групи која је на циљ стигла скоро 12 минута иза Петера Сагана. Крајем априла возио је Лијеж—Бастоњ—Лијеж, на којем је пао на 100 km до циља и поломио кључну кост, због чега је морао да пропусти Ђиро д’Италију. Сезону је наставио у јулу, на Тур де Полоње трци, коју је завршио на 45 мјесту у генералном пласману, 14 минута иза Квјатковског. Сезону је наставио на Артик рејс оф Норвеј трци, гдје је завршио шести у спринту на првој етапи, на којој је побиједио Метју ван дер Пул. Крајем августа, пао је на Бретање класику, приликом чега је поломио прст и повриједио кључну кост. Тркању се вратио почетком октобра, а сезону је завршио на Јапан купу, који је завршио на 59 мјесту, осам минута иза Роба Пауера.

### 2019
На крају 2018, вратио се у бивши Кенондејл, ЕФ Едукејшен Фирст про сајклинг тим. Сезону је почео на Сантос Тур даун Андер трци, коју је завршио на 76 мјесту у генералном пласману, 18 минута иза Дерила Импија, који је постао први возач који је освојио трку двије године заредом. У марту возио је Тирено—Адријатико, гдје је другу етапу завршио на трећем мјесту у спринту, иза Жилијена Алафилипа и Ван Авермата. Хронометар на последњој, седмој етапи, завршио је на другом мјесту, три секунде иза Виктора Кампенартса и завршио је трку на 11 мјесту у генералном пласману, три и по минута иза Приможа Роглича. Сезону је наставио на Милано—Санрему. Први је напао на успону Пођо, али није могао да прати групу која се затим одвојила и завршио је на 38 мјесту, у главној групи која је дошла на циљ 27 секунди иза водеће групе од десет возача, коју је одспринтао Алафилип. Сезону је наставио на Калдрмисаним класицима, гдје је прво возио Е3 Бинкбанк. Бон Јунгелс је напао на 60 km до циља, али га је на 7 km до циља достигла четворочлана група у којој су били Бетиол, Здењек Штибар, Ван Авермат и Ваут ван Ерт. Штибар је напао на 3,5 km до циља, али је Бетиол пратио. Штибар је побиједио у спринту, док је Бетиол завршио на четвртом мјесту. Гент—Вевелгем није завршио, након чега је возио Дварс дор Фландерен, који је завршио на 51 мјесту, 27 секунди иза Метјуа ван дер Пула.
Четири дана касније возио је Ронде ван Фландерен. Сеп Ванмарке, Дилан ван Барле и Каспер Асгрен су напали на 30 km до циља. Бетиол је напао на 17 km до циља и убрзо достигао Ван Барлеа и отишао соло. У првој групи иза било је 15 возача, али нису били организовани и Бетиол је стекао 30 секунди предности. У финишу, Асгрен је напао из групе, али није могао да га достигне и Бетиол је остварио прву побједу у каријери, 14 секунди испред Асгрена. Бетиол је тако, са 25 година, постао најмлађи побједник Рондеа након Тома Бонена 2005. године. Након трке изјавио је: „Последњих 14 km након Патербурга било је најдуже у мом животу. Само сам чуо на радију спортског директора који ми говори да гурам јако колико могу. Ниједном се нисам окренуо и имао сам мало вјетра. Лангевелд је такође рекао на радију 'сви су уморни, само гурај', али линија циља није хтјела да се појави“.

## Резултати на тркама

### Резултати на гранд тур тркама
| Гранд тур трке  | 2014. | 2015. | 2016. | 2017. | 2018. | 2019. | 2020. | 2021. |
| --------------- | ----- | ----- | ----- | ----- | ----- | ----- | ----- | ----- |
| Ђиро д’Италија  | —     | —     | 86    | —     | —     | —     | —     | 30    |
| Тур де Франс    | —     | —     | —     | 90    | —     | 69    | 62    |       |
| Вуелта а Еспања | —     | —     | —     | —     | —     | —     | —     |       |

### Резултати на главним етапним тркама
| Етапне трке          | 2014. | 2015. | 2016. | 2017. | 2018. | 2019. | 2020. | 2021. |
| -------------------- | ----- | ----- | ----- | ----- | ----- | ----- | ----- | ----- |
| Париз—Ница           | —     | —     | —     | —     | —     | —     | 44    | —     |
| Тирено–Адријатико    | —     | —     | —     | 56    | 89    | 11    | —     | 84    |
| Вуелта а Каталуња    | —     | —     | —     | —     | —     | —     | NH    | —     |
| Вуелта ал Паис Баско | DNF   | —     | —     | —     | —     | —     | NH    | —     |
| Тур де Романди       | —     | —     | —     | —     | —     | —     | NH    | —     |
| Критеријум ди Дофине | —     | —     | —     | 56    | —     | DNS   | —     | —     |
| Тур де Свис          | —     | 108   | —     | —     | —     | —     | NH    |       |

### Резултати на класицима
| Монументални класици           | 2014. | 2015. | 2016. | 2017. | 2018. | 2019. | 2020. | 2021. |
| ------------------------------ | ----- | ----- | ----- | ----- | ----- | ----- | ----- | ----- |
| Милано—Санремо                 | —     | —     | —     | 37    | 95    | 36    | 18    | 109   |
| Ронде ван Фландерен            | —     | —     | DNF   | 24    | DNF   | 1     | 16    | 23    |
| Париз—Рубе                     | —     | —     | —     | —     | —     | —     | NH    |       |
| Лијеж—Бастоњ—Лијеж             | DNF   | —     | —     | —     | DNF   | DNF   | DNF   | —     |
| Ђиро ди Ломбардија             | —     | 89    | DNF   | DNF   | DNF   | —     | DNF   |       |
| Остали класици                 | 2014. | 2015. | 2016. | 2017. | 2018. | 2019. | 2020. | 2021. |
| Омлоп Хет Неувсблад            | —     | —     | —     | —     | —     | —     | —     | —     |
| Курне—Брисел—Курне             | —     | —     | —     | DNF   | 67    | —     | —     | —     |
| Страде Бјанке                  | 97    | DNF   | —     | DNF   | DNF   | 78    | 4     | 23    |
| Е3 Саксо банк класик           | —     | —     | DNF   | 10    | DNF   | 4     | —     | 44    |
| Гент—Вевелгем                  | —     | —     | DNF   | 32    | 121   | DNF   | 4     | DNF   |
| Дварс дор Фландерен            | —     | —     | —     | 80    | DNF   | 51    | —     | DNS   |
| Шелдепрајс                     | —     | —     | —     | —     | —     | —     | —     | —     |
| Амстел голд рејс               | DNF   | DNF   | 37    | DNF   | DNF   | 71    | —     | —     |
| Флеш Валон                     | 98    | —     | —     | —     | 80    | —     | —     | —     |
| Класик Сан Себастијан          | DNF   | —     | —     | 6     | —     | —     | —     |       |
| Бретање класик                 | —     | 32    | 2     | 49    | DNF   | —     | —     |       |
| Гран при сајклисте де Квебек   | —     | —     | 4     | 15    | —     | 12    | —     |       |
| Гран при сајклисте де Монтреал | —     | —     | 7     | 54    | —     | 51    | —     |       |
| Милано—Торино                  | —     | DNF   | —     | —     | DNF   | —     | —     |       |

### Резултати на Олимпијским играма
| Олимпијске игре     | 2016. |
| ------------------- | ----- |
| Друмска трка        | —     |
| Вожња на хронометар | —     |

### Резултати на Свјетском првенству
| Свјетско првенство у друмској вожњи       | 2014. | 2015. | 2016. | 2017. | 2018. | 2019. | 2020. | 2021. |
| ----------------------------------------- | ----- | ----- | ----- | ----- | ----- | ----- | ----- | ----- |
| Друмска трка                              | —     | —     | —     | 28    | —     | 25    | —     |       |
| Вожња на хронометар                       | —     | —     | —     | —     | —     | —     | —     |       |
| Екипни хронометар                         | —     | —     | —     | —     | —     | —     | —     | —     |
| мјешовити хронометар за националне тимове | —     | —     | —     | —     | —     | —     | —     |       |

### Резултати на националном првенству
| Првенство Италије   | 2014. | 2015. | 2016. | 2017. | 2018. | 2019. | 2020. | 2021. |
| ------------------- | ----- | ----- | ----- | ----- | ----- | ----- | ----- | ----- |
| Друмска трка        | DNF   | —     | 69    | 29    | —     | 3     | —     |       |
| Вожња на хронометар | —     | —     | —     | —     | —     | 2     | —     |       |

| —   | Није учествовао |
| DNF | Није завршио    |
| DNS | Није стартовао  |
| DSQ | Дисквалификован |
| NH  | Није одржано    |